# 卜凱
卜凱（英語：John Lossing Buck，1890年11月27日—1975年9月27日），美國農業經濟學家，專精中國農村經濟。

## 生平
本名約翰·洛辛·巴克。生於美國紐約州達奇斯縣農家。父亲订阅的农业报刊，自小对农业和改良物种感興趣。入讀康奈尔大学农学院，大学期间加入了中国研究俱乐部，毕业后拒绝了印度和美国农业部邀请，1914年来到中国安徽宿州，後來成了宿州赛珍珠故居。后担任中國金陵大學農業經濟系首任系主任(1925-?)，1931年江淮水災後走訪災區寫成《The 1931 flood in China : an economic survey》，被譽為該水災裡唯一可靠地用現代方法計算死亡的文獻。1944年离开中国。

## 家庭
1917年與賽珍珠結婚，1935年離婚。

## 著作
- The 1931 flood in China : an economic survey by the Department of Agricultural Economics, College of Agriculture and Forestry, the University of Nanking, in cooperation with the National Flood Relief Commission. (1932年)